# Małgorzata Kiełczewska
Małgorzata Kiełczewska (ur. 2 stycznia 1969) – polska lekkoatletka, specjalizująca się w rzucie oszczepem.

## Kariera
Wicemistrzyni Europy juniorek z 1987 roku oraz brązowa medalistka mistrzostw świata juniorów, które w 1988 odbył się w kanadyjskim mieście Greater Sudbury. Uzyskała wówczas wynik 57,04. 
W 1987 wywalczyła tytuł mistrzyni Polski, a w 1987 i 1988 była mistrzynią Polski juniorek. W latach 1984–1989 reprezentowała klub Start Lublin. 
Rekord życiowy: 58,64 (16 sierpnia 1987, Ploeszti).